# Тьєррі Фам
Тьєррі Фам (фр. Thierry Pham; нар. 28 квітня 1962) — колишній французький тенісист.
Найвищу одиночну позицію світового рейтингу — 179 місце досяг 14 липня 1986, парну — 163 місце — 13 квітня 1987 року.
Найвищим досягненням на турнірах Великого шолома було 3 коло в одиночному та змішаному парному розрядах.

## Титули на челленджерах

### Парний розряд: (1)
| Ранг | Рік  | Турнір        | Покриття | Партнер     | Суперники                     | Рахунок  |
| ---- | ---- | ------------- | -------- | ----------- | ----------------------------- | -------- |
| 1.   | 1987 | Тарб, Франція | Ґрунт    | Яхія Думбіа | Роберто Асар Марсело Інгарамо | 7–6, 6–4 |